# Чемпіонат СРСР з футболу 1956 (клас «А»)
Сезон 1956 року у класі «А» чемпіонату СРСР з футболу — 18-й в історії турнір у вищому дивізіоні футбольної першості Радянського Союзу. Тривав з 31 березня по 28 жовтня 1956 року. Участь у змаганні узяли 12 команд, 2 гірших з яких за результатами сезону полишили елітний дивізіон.
Переможцем сезону стала команда «Спартак» (Москва), для якої ця перемога у чемпіонаті стала 6-ю в історії.
| Чемпіон СРСР 1956            |
| ---------------------------- |
| «Спартак» (Москва) 6-й титул |

## Підсумкова таблиця
| М  | Команда                       | І  | В  | Н  | П  | М     | О  |
| -- | ----------------------------- | -- | -- | -- | -- | ----- | -- |
|    | «Спартак» (Москва)            | 22 | 15 | 4  | 3  | 68-28 | 34 |
|    | «Динамо» (Москва)             | 22 | 10 | 8  | 4  | 45-31 | 28 |
|    | ЦБРА (Москва)                 | 22 | 10 | 5  | 7  | 40-32 | 25 |
| 4  | «Динамо» (Київ)               | 22 | 7  | 10 | 5  | 32-31 | 24 |
| 5  | «Торпедо» (Москва)            | 22 | 8  | 7  | 7  | 40-37 | 23 |
| 6  | «Буревісник» (Кишинів)        | 22 | 9  | 5  | 8  | 38-49 | 23 |
| 7  | «Шахтар» (Сталіно)            | 22 | 7  | 7  | 8  | 30-39 | 21 |
| 8  | «Динамо» (Тбілісі)            | 22 | 8  | 4  | 10 | 42-46 | 20 |
| 9  | «Зеніт» (Ленінград)           | 22 | 4  | 11 | 7  | 27-43 | 19 |
| 10 | «Локомотив» (Москва)          | 22 | 5  | 8  | 9  | 38-28 | 18 |
| 11 | ОБО (Свердловськ)             | 22 | 6  | 4  | 12 | 31-45 | 16 |
| 12 | «Трудові резерви» (Ленінград) | 22 | 3  | 7  | 12 | 25-47 | 13 |

## Бомбардири
| М  | Гравець           | Команда      | Голи |
| -- | ----------------- | ------------ | ---- |
| 1  | Василь Бузунов    | ОБО          | 17   |
| 2  | Микита Симонян    | «Спартак»    | 16   |
| 3  | Юрій Беляєв       | ЦСКА         | 15   |
| 4  | Анатолій Ісаєв    | «Спартак»    | 14   |
| 5  | Валентин Іванов   | «Торпедо»    | 13   |
| 6  | Алекпер Мамедов   | «Динамо» М   | 12   |
|    | Едуард Стрєльцов  | «Торпедо»    | 12   |
| 8  | Автанділ Чкуаселі | «Динамо» Тб  | 11   |
|    | Іван Мозер        | «Спартак»    | 11   |
| 10 | Борис Хасая       | «Динамо» Тб  | 9    |
|    | Петро Пономаренко | «Шахтар»     | 9    |
|    | Віктор Соколов    | «Локомотив»  | 9    |
|    | Віталій Вацкевич  | «Буревісник» | 9    |